# Buzet-sur-Tarn
Buzet-sur-Tarn es una localidad y comuna francesa, en el departamento de Haute-Garonne y la región de Mediodía-Pirineos situada en la carretera nacional 630 a 28 km al nordeste de Toulouse.
Sus habitantes reciben el gentilicio de Buzétois.

## Historia
Los orígenes como población se remontan a principios del siglo XIII, en una situación estratégica intermedia en el camino de Toulouse a Albi.
El pueblo de Buzet fue escenario de un trágico y siniestro episodio en Francia durante el reinado de Luis XI. En 1470, Luis XI sítia Armagnac y Rouergue. Jean V de Armagnac, el señor de la región, presenta resistencia. En la defensa de Lectoure muere, en 1473, junto con una gran parte de la población.

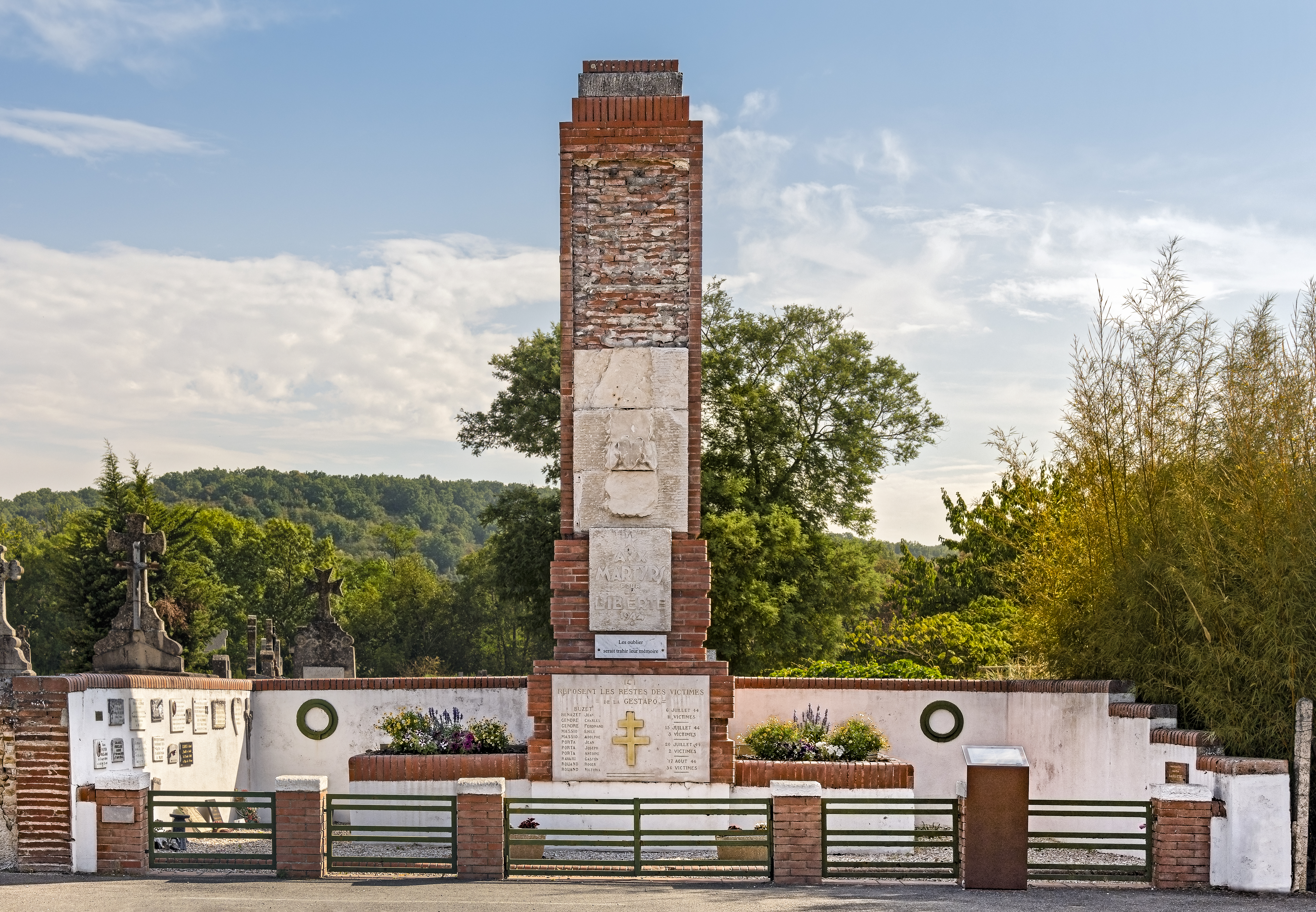
Monolito homenaje en recuerdo a los asesinados por la Gestapo.

Jean V de Armagnac se había casado con Jeanne de Foix, hija de Gastón IV, conde de Foix y vizconde de Béarn, en 1469. Tras la derrota de Lectoure y muerte de Jean V, Jeanne de Foix, embarazada en ese momento de 7 meses, es despojada de todas las pertenencias y confinada en el castillo de Buzet-sur-Tarn convertido en prisión en la época. Allí, en el calabozo, es obligada a tomar un brebaje para obligarle a abortar, por orden del cardenal Jouffroy, obispo de Albi; el rey de Francia pretendía erradicar totalmente la casa Armagnac. Jeanne abortó (1476) y murió posteriormente en 1476 en prisión.
Durante la Revolución francesa el castillo fue incendiado y reducido a cenizas, pero excavaciones posteriores contemporáneas descubrieron la tumba conteniendo los huesos de un bebé y una mujer joven, probablemente los de Jeanne y su hijo.
Posteriormente, durante la Segunda Guerra Mundial, la Gestapo también protagonizó otro horrible suceso en Buzet. Condujeron a prisioneros aliados, miembros de la resistencia francesa, a las afueras de la población, los fusilaron a todos con metralletas y posteriormente quemaron los cadáveres. Uno de los infortunados fue el mítico guerrillero español Francisco Ponzán. 
En el cementerio de Buzet se encuentra un monolito-homenaje y varias lápidas en recuerdo a estos luchadores contra el fascismo.

## Demografía
| 877 | 945 | 1060 | 1278 | 1281 | 1410 |
| Para los censos de 1962 a 1999 la población legal corresponde a la población sin duplicidades (Fuente: INSEE [Consultar]) |     |      |      |      |      |

## Personas destacadas
- Juan V de Armagnac, conde de Armagnac (siglo XV), nieto y herederos masculinos de Bernard, conde de Armagnac.
- Françoise Sabatié Clarac, reputada historiadora